# Девийер, Шарль Жозеф
Шарль Жозеф Девийер (фр. Charles Joseph Devillers; 1724—1810) — французский натуралист.

## Биография
Родился в Рене. Был членом Академии наук и искусств в Лионе с 1764 по 1810 год. Держал кабинет редкостей, интересовался физикой и математикой. В 1789 опубликовал Caroli Linnaei entomologia, собрание описаний насекомых Карла Линнея. Дружил с Филибером Коммерсоном, Жаном Эммануэлем Жилибером, Марком Антуаном Луи Кларе де Ла Турреттом.